# Lijst van nummer 1-hits in Wallonië in 1998
Deze hits stonden in 1998 op nummer 1 in de Waalse Ultratop 40, de bekendste hitlijst in Wallonië.
| Datum        | Artiest                              | Titel                                       |
| ------------ | ------------------------------------ | ------------------------------------------- |
| 3 januari    | Florent Pagny                        | Savoir aimer                                |
| 10 januari   | Florent Pagny                        | Savoir aimer                                |
| 17 januari   | Nathalie Cardone                     | Hasta siempre                               |
| 24 januari   | Andrea Bocelli & Hélène Ségara       | Vivo per lei                                |
| 31 januari   | Andrea Bocelli & Hélène Ségara       | Vivo per lei                                |
| 7 februari   | Andrea Bocelli & Hélène Ségara       | Vivo per lei                                |
| 14 februari  | Andrea Bocelli & Hélène Ségara       | Vivo per lei                                |
| 21 februari  | Andrea Bocelli & Hélène Ségara       | Vivo per lei                                |
| 28 februari  | Céline Dion                          | My heart will go on                         |
| 7 maart      | Céline Dion                          | My heart will go on                         |
| 14 maart     | Céline Dion                          | My heart will go on                         |
| 21 maart     | Céline Dion                          | My heart will go on                         |
| 28 maart     | Céline Dion                          | My heart will go on                         |
| 4 april      | Céline Dion                          | My heart will go on                         |
| 11 april     | Céline Dion                          | My heart will go on                         |
| 18 april     | Céline Dion                          | My heart will go on                         |
| 25 april     | Céline Dion                          | My heart will go on                         |
| 2 mei        | Céline Dion                          | My heart will go on                         |
| 9 mei        | Marianne Molina                      | Je me souviens                              |
| 16 mei       | Marianne Molina                      | Je me souviens                              |
| 23 mei       | DJ Visage                            | Formula                                     |
| 30 mei       | DJ Visage                            | Formula                                     |
| 6 juni       | DJ Visage                            | Formula                                     |
| 13 juni      | DJ Visage                            | Formula                                     |
| 20 juni      | DJ Visage                            | Formula                                     |
| 27 juni      | Ricky Martin                         | La copa de la vida                          |
| 4 juli       | The Tamperer & Maya                  | Feel it                                     |
| 11 juli      | Coumba Gawlo                         | Pata pata                                   |
| 18 juli      | Coumba Gawlo                         | Pata pata                                   |
| 25 juli      | Manau                                | La tribu de Dana                            |
| 1 augustus   | Manau                                | La tribu de Dana                            |
| 8 augustus   | Manau                                | La tribu de Dana                            |
| 15 augustus  | Manau                                | La tribu de Dana                            |
| 22 augustus  | Manau                                | La tribu de Dana                            |
| 29 augustus  | Manau                                | La tribu de Dana                            |
| 5 september  | Manau                                | La tribu de Dana                            |
| 12 september | Manau                                | La tribu de Dana                            |
| 19 september | Daniel Lavoie, Patrick Fiori & Garou | Belle                                       |
| 26 september | Daniel Lavoie, Patrick Fiori & Garou | Belle                                       |
| 3 oktober    | Daniel Lavoie, Patrick Fiori & Garou | Belle                                       |
| 10 oktober   | Daniel Lavoie, Patrick Fiori & Garou | Belle                                       |
| 17 oktober   | Daniel Lavoie, Patrick Fiori & Garou | Belle                                       |
| 24 oktober   | Daniel Lavoie, Patrick Fiori & Garou | Belle                                       |
| 31 oktober   | Tarkan                               | Şımarık                                     |
| 7 november   | Tarkan                               | Şımarık                                     |
| 14 november  | Tarkan                               | Şımarık                                     |
| 21 november  | Tarkan                               | Şımarık                                     |
| 28 november  | Lââm                                 | Chanter pour ceux qui sont loin de chez eux |
| 5 december   | Lââm                                 | Chanter pour ceux qui sont loin de chez eux |
| 12 december  | Lââm                                 | Chanter pour ceux qui sont loin de chez eux |
| 19 december  | Lââm                                 | Chanter pour ceux qui sont loin de chez eux |
| 26 december  | Lââm                                 | Chanter pour ceux qui sont loin de chez eux |